# Gerolamo Lo Savio
Pour les articles homonymes, voir Savio.
Gerolamo Lo Savio, né le 25 décembre 1857 à Monopoli, commune des Pouilles et mort en 1932 à Rome dans le Latium, est un réalisateur italien de la période du cinéma muet.

## Biographie
Avocat de profession, Gerolamo Lo Savio pénètre dans le milieu du cinéma en devenant, à partir de 1909, directeur général de la société de production cinématographique Film d'Arte Italiana de Rome, filiale du consortium Pathé.
C'est ainsi qu'il tourne une quinzaine de films en tant que réalisateur, dont le premier fut Carmen (1909), qui a été suivi par des films comme Pia de' Tolomei (1910), Bonifacio VIII (1911), Cesare Borgia (1912), L'ultima danza (1915).
Il fut le découvreur de l'actrice Francesca Bertini .

## Filmographie
- 1909 : Carmen (it)
- 1910 : Pia de' Tolomei (it)
- 1910 : Le Roi Lear (Re Lear)
- 1910 : Rigoletto (it)
- 1910 : La Mort civile (La morte civile)
- 1911 : Bonifacio VIII
- 1911 : Il mercante di Venezia (it)
- 1911 : La contessa di Challant e Don Pedro di Cordova
- 1911 : Marozia
- 1912 : César Borgia (Cesare Borgia)
- 1912 : Lucrèce Borgia (Lucrezia Borgia)
- 1912 : Ritratto dell'amata
- 1913 : L'assalto fatale
- 1915 : L'ultima danza (it)